# Szczecinki przedskrzydłowe
Szczecinki przedskrzydłowe (łac. chaetae praealares lub chaetae notopleurales) – rodzaj szczecinek występujący na tułowiu muchówek.
Szczecinki te ulokowane są przed podstawą skrzydeł, na płytce przedskrzydłowej.